# Kal Ho Naa Ho
Kal Ho Naa Ho (devanagari: कल हो ना हो, nastaliq: کل ہو نہ ہو, engelska: Tomorrow May or May Not Be) är en Bollywoodfilm från 2003 inspelad i New York, USA.
Filmen regisserades av Nikhil Advani och producerades av Anadil Hossain, Hiroo Johar, Karan Johar samt Yash Johar. Manuset är skrivet av Niranjan Iyengar och Karan Johar.

## Handling
Naina Kapur är arg på livet av flera olika skäl. Hennes far tog livet av sig när hon behövde honom som mest och lämnade hennes mor ensam med två barn, hennes mor Jennifers restaurang håller på att gå i konkurs och Ninas extremt religiösa mormor Lajjo vägrar att acceptera Jennifers 6-åriga adoptivdotter Gia som en i familjen. Naina och hennes familj har nått botten, men en dag dyker den ständigt optimistiske och charmige livsnjutaren Aman Mathur upp i det bostadsområde där familjen bor, han inser snart hur olyckliga hans nya grannar är och bestämmer sig omedelbart för att ingripa. Aman kastar om hela deras tillvaro och ger den bräcklige familjen Kapur livsgnistan tillbaka och får dem att ta itu med sina problem. Men snart visar det sig att Aman själv inte har lång tid kvar att leva, han lider av en sällsynt hjärtsjukdom som sakta försvagar hans hjärta tills det en dag kommer att sluta slå helt och hållet. Därför är hans livsfilosofi enkel: "Lev nu! för morgondagen kanske inte kommer".

## Rollista
- Jaya Bachchan ... Jennifer Kapur
- Shahrukh Khan ... Aman Mathur
- Saif Ali Khan ... Rohit Patel
- Preity Zinta ... Naina Catherine Kapur Patel
- Sushma Seth ... Lajjo Kapur
- Reema Lagoo ... Aman's mother
- Lillete Dubey ... Jaswinder "Jazz" Kapoor
- Delnaaz Paul ... Jasprit "Sweetu" Kapoor
- Shoma Anand ... Lajjo Kapurs syster
- Kamini Khanna ... Lajjo Kapurs syster
- Ketki Dave ... Rohit's mother
- Sulabha Arya ... Kanta Bhen (som Sulbha Arya)
- Athit Naik ... Shiv Kapur
- Jhanak Shukla ... Gia Kapur
- Simone Singh ... Camilla
- Rajpal Yadav ... Guru
- Dara Singh ... Chaada Uncle